# Santa María, Chicomuselo
Santa María är en ort i Mexiko.   Den ligger i kommunen Chicomuselo och delstaten Chiapas, i den sydöstra delen av landet, 800 km sydost om huvudstaden Mexico City. Santa María ligger 652 meter över havet och antalet invånare är 174.
Terrängen runt Santa María är varierad. Runt Santa María är det ganska glesbefolkat, med 26 invånare per kvadratkilometer. Närmaste större samhälle är Chicomuselo, 16,5 km sydost om Santa María. Omgivningarna runt Santa María är en mosaik av jordbruksmark och naturlig växtlighet.